# Zweedorf (Bastorf)
Zweedorf ist ein Dorf in der Gemeinde Bastorf in Mecklenburg-Vorpommern. Die Einwohnerzahl liegt bei ungefähr 50.

## Lage
Zweedorf liegt rund 4 km südlich von Bastorf. Der Ort liegt am nordöstlichen Ende des Salzhaffes an der Zwee. Die nächsten angrenzenden Dörfer bzw. Kleinstädte sind Biendorf, Blengow, Rerik, Wischuer, und Neubukow. Zweedorf ist eine Exklave von Basdorf.

## Geschichte
Zweedorf ist aus der ursprünglichen Dorfstelle Wozezekendorf hervorgegangen, das im 15. Jahrhundert mit Albertsdorf zu Zweedorf zusammengelegt wurde.
Im Bereich von Zweedorf wurden zwei altslawische sowie eine oder möglicherweise zwei jungslawische Siedlungen gefunden. Es wurden dort mehrere Fibeln gefunden, die von einzelnen Forschern sogar einem eigenen „Typ Zweedorf“ zugeordnet wurden, was jedoch von anderen Wissenschaftlern abgelehnt wird.

## Verkehr
Im Ortsgebiet von Zweedorf liegt der Flugplatz Rerik-Zweedorf.